# Cinco de Octubre, Veracruz
Cinco de Octubre är en ort i Mexiko.   Den ligger i kommunen Espinal och delstaten Veracruz, i den sydöstra delen av landet, 190 km nordost om huvudstaden Mexico City. Cinco de Octubre ligger 83 meter över havet och antalet invånare är 220.
Terrängen runt Cinco de Octubre är huvudsakligen platt, men åt sydväst är den kuperad. Runt Cinco de Octubre är det ganska tätbefolkat, med 65 invånare per kvadratkilometer. Närmaste större samhälle är Coyutla, 14,3 km väster om Cinco de Octubre. Omgivningarna runt Cinco de Octubre är en mosaik av jordbruksmark och naturlig växtlighet.